# نيكولاس كلبيبر
نيكولاس كلبيبر (بالإنجليزية: Nicholas Culpeper)‏ (وُلد على الأرجح في أوكلي، سري، 18 أكتوبر 1616⸵ وتوفي في سبيتالفيلدز، لندن، 10 يناير 1654) هو عالم نبات إنجليزي ومداوي بالأعشاب وطبيب ومُنجم. يُعد كتابه الطبيب الإنجليزي (1652، ولاحقًا كتاب الأعشاب الكاملة، 1653) مخزنًا للمعرفة الصيدلية والعشبية، وكتاب الحكم التنبؤي بالمرض من دراسة أصل كلمة المرض (1655)، أحد أكثر الأعمال المفصلة في علم التنجيم الطبي في أوروبا الحديثة المبكرة. أمضى كلبيبر الكثير من الوقت في العراء في تصنيف الأعشاب الطبية.  وبّخ بعض وسائل معاصريه: «هذا أمر لا يسرني، وأقل ربحًا بالنسبة لي، استشرت أخوين لي، الطبيب صواب والطبيب خبرة، وذهبت في رحلة إلى والدتي الطبيعة، وبنصيحتها ومساعدة الطبيب اجتهاد، حصلت على ما أرغب به أخيرًا⸵ وحذرني السيد نزاهة، وهو غريب في أيامنا من نشر ذلك للعالم، لكنني فعلت ذلك.» ينحدر كلبيبر من عائلة من الوجهاء، ومنهم توماس كلبيبر، عشيق الملكة كاثرين هوارد، وهو قريب بعيد حكم عليه زوجها، الملك هنري الثامن بالإعدام.

## سيرة حياته
كان كلبيبر ابن نيكولاس كلبيبر (الأكبر)، وهو رجل دين. توفي والده بعد ولادته بفترة وجيزة، ونُقل إلى إيسفيلد موطن جدّه بالولادة، الكاهن ويليام أتيرسول، حيث ربته والدته. كان لأتيرسول تأثيرًا كبيرًا على معتقدات الصبي السياسية والدينية، وعلمه اللاتينية والإغريقية. عندما كان صبيًا، أصبح كلبيبر مهتمًا بعلم الفلك، وعلم التنجيم، والوقت، ومجموعة ساعات جدّه، والنصوص الطبية في مكتبة أتيرسول. كانت جدته من عرفته إلى عالم النباتات والأعشاب الطبية. أمضى طوال حياته يقضي وقته في المناطق الريفية يصنف النباتات. في وقت لاحق عندما بلغ السادسة عشر، درس في جامعة كامبريدج، لكن لا يُعرف في أي كلية، رغم أن والده درس في كلية كوينز، وكان جدّه عضوًا في كلية يسوع. تلقى تدريبًا في العطارة بعد ذلك. وبعد سبعة أعوام، فرّ سيده بالمال المدفوع لعقد العمل، وبعدها بفترة وجيزة، توفيت والدة كلبيبر من سرطان الثدي. في عام 1640، تزوج من أليس فيلد، ذات الخمسة عشر عامًا ووريثة تاجر حبوب غني، ما مكنه من تأسيس صيدلية في منزل انتقالي في سبيتالفيلدز، لندن، خارج سلطة مدينة لندن، في وقت كانت فيه المنشآت الطبية في لندن عند نقطة الانهيار. متحججًا بأنه «لا يستحق أحد أن يجوع ليدفع أجر طبيب مهين ومتغطرس» وحصوله على موارد الأعشاب من المناطق الريفية المجاورة، كان بمقدور كلبيبر توفير خدماته مجانًا. إضافة إلى ذلك، أبدى استعداده لفحص المرضى شخصيًا عوضًا عن فحص بولهم ببساطة (في نظره، «بقدر البول الذي يستطيع نهر التيمز تحمله» لا يساعد في التشخيص)، كان كلبيبر نشطًا بشده، وأحيانًا يرى 40 مريضًا في صباح واحد. باستخدام مزيج من الخبرة وعلم التنجيم، كرس نفسه لمعالجة مرضاه بالأعشاب.
خلال الأشهر الأولى من الحرب الأهلية الإنجليزية، اتُهم كلبيبر بالشعوذة وحاولت رابطة الصيادلة السيطرة على مهنته. انضم إلى فرق التدريب في لندن في أغسطس 1643 بأمر من فيليب سكيبون وقاتل في معركة نيوبري الأولى، حيث عني بجراحة ساحة المعركة. أُعيد إلى لندن بعد أن عانى من إصابة خطيرة في الصدر جراء رصاصة، والتي لم يتعافى منها كليًا. تعاون هناك مع المُنجم الجمهوري، ويليام ليلي في نبوءة الملك الأبيض، والتي تنبأت بموت الملك. توفي كلبيبر بمرض السل في لندن في 10 يناير 1654 بعمر 37 عامًا ودُفن في نيوتشيرتش يارد، بيثلم. واحد فقط من سبعة أطفال له، ماري، عاشت إلى سن الرشد. كانت زوجته من أنقذه، أليس، والتي تزوجت من المنجم جون هايدن في عام 1656. تاريخ وفاتها غير مؤكد: تشير بعض المصادر إلى وفاتها في عام 1659، ولكن ذكرت مصادر أخرى بأنها رُخصت للعمل كقابلة في عام 1665.

## المعتقدات السياسية
تأثر خلال فترة تدريبه بالكاهن المتطرف جون غودوين، الذي قال إنه لا يوجد سلطة فوق الاستجواب، أصبح كلبيبر متطرفًا جمهوريًا وعارض «المؤسسة المغلقة» للطب التي يفرضها مراقبو كلية الأطباء. في شبابه، ترجم كلبيبر النصوص الطب والأعشاب مثل دستور أدوية لندن من اللاتينية لسيده. لم تتمكن كلية الأطباء من فرض حظها على منشورات نصوص الطب خلال الاضطراب السياسي للحرب الأهلية الإنجليزية، عندما اختار كلبيبر متعمدًا نشر ترجماته بالإنجليزية العامية كدليل مساعدة ذاتية طبي ليستخدمه الفقراء الذين لم يستطيعوا تحمل تكلفة المساعدة الطبية للأطباء المكلفين. اشتملت المنشورات اللاحقة على دليل حول ولادة الأطفال وعمله الرئيسي، «الطبيب الإنجليزي»، والذي بيع بسعر منخفض بصورة مقصودة، وأصبح أخيرًا متاحًا إلى حد بعيد يصل إلى مستعمرة أمريكا. وطُبع باستمرار منذ القرن السابع عشر.

آمن كلبيبر بأن الدواء كان أصولًا عامة أكثر منه سرًا تجاريًا، وأن الأسعار التي فرضها الأطباء كانت باهظة جدًا مقارنة بالتوافر العالمي لطب الطبيعة الزهيد. شعر بان استخدام الأجور اللاتينية والباهظة التي يفرضها الأطباء والمحامون والكهنة عملت على إبعاد القوة والحرية عن عامة الشعب.
ثلاثة أنواع من الأشخاص تصيب الأشخاص بالمرض بشكل عام –الكهنة والأطباء والمحامون، تتعلق مسألة مرض الكهنة بأرواحهم، وتتعلق مسألة مرض الأطباء بأجسادهم، وتتعلق مسألة مرض المحامين بممتلكاتهم.
كان كلبيبر متطرفًا في وقته، وأغضب زملاؤه الأطباء بإدانة جشعهم، وعدم رغبته بالحياد عن مبدأ جالينوس واستخدامهم لممارسات مؤذية كالعلاجات السامة والفصد. كانت رابطة الصيادلة ساخطة أيضًا من حقيقة اقتراحه علاجات عشبية زهيدة الثمن كنقيض لتلفيقاتهم باهظة الثمن.

## فلسفة العشب الطبي
حاول كلبيبر صنع علاجات طبية متاحة أكثر لإرساء الأفراد عبر تعليمهم حول الحفاظ على صحتهم. كان طموحه أن يتمكن من إصلاح نظام الطب عبر استبيان الوسائل والمعرفة التقليدية واستكشاف حلول جديدة للصحة المريضة. كان تنظيم كلبيبر المنهجي لاستخدام الأعشاب تطورًا رئيسيًا في نشوء المستحضرات الدوائية الحديثة، والتي كانت معظمها من أصول عشبية.
ينعكس تأكيد كلبيبر على السبب عوضًا عن العُرف في مقدمة كتابه الأعشاب الكاملة. كان من أشهر علماء النباتات المنجمين في عصره، بإقران النباتات والأمراض مع المؤثرات الكوكبية، ومكافحة المرض بالأدوية المدجّلة التي اقترنت بتأثير كوكبي معاكس. دمج الرعاية العلاجية مع فلسفة جالينوس الخلطية وعلم التنجيم المشبوه، افتعل نظامًا في الطب يعمل بشكل غريب⸵ مصحوبًا بشروحاته القوية «الفردية»، كان كلبيبر مصدرًا واسع الانتشار للعلاجات الطبية في وقته.

## إرثه
كانت ترجمات كلبيبر ونهجه لاستخدام الأعشاب ذات تأثير على الطب في مستعمرات شمال أمريكا المبكرة، وعلى العلاجات الحديثة. كان كلبيبر من أوائل من ترجموا من وثائق لاتينية تناقش النباتات الطبية الموجودة في الأمريكتين. حظي كتابه الأعشاب بتقدير كبير لدرجة ان التوابل التي وصفها قُدمت إلى العالم الجديد من إنجلترا. وصف كلبيبر الاستعمال الطبي لنبتة قفاز الثعلب، السلف النباتي للقمعية، والذي كان يُستخدم لعلاج أمراض القلب. يظهر تأثيره بوجود سلسلة أسواق أعشاب وتوابل «كلبيبر» في المملكة المتحدة والهند وغيرها، وشهرة علاجاته المستمرة وسط العصر الجديد وممارسي الطب الشامل البديل.
يبرز كلبيبر كبطل رواية رئيسي في قصة روديارد كبلينغ «دكتور في الطب»، وهي جزء من مقتطفات عفريت هيل بوكس.

## أمثلة من كتاب الطبيب الإنجليزي
يناقش كتاب الطبيب الإنجليزي الأعشاب التالية، واستخداماتها وتحضيراتها:
- الشقار كعصارة تُطبق خارجيًا على التقرحات والالتهابات النظيفة لعلاج الجذام، أو استنشاقه لتصفية فتحتي الأنف.
- الجويسئة مغلية في الزيت ومُطبقة خارجيًا كمنشط، أو تُستهلك كمنشط جنسي طبيعي أو تُطبق خامًا بشكل خارجي لتحفيز تجلط الدم.
- الأرقطيون مطحونًا ومخلوطًا مع الملح، يفيد في علاج عضات الكلاب، ويؤخذ داخليًا للمساعدة في إزالة الانتفاخ، ومسكن لآلام الأسنان ومفيد في تقوية الظهر.
- عشبة القطن مغلية في محلول هيدروكسيد الصوديوم يمكن استخدامها في علاج قمل الرأس أو تفشي الحشرات في القماش أو الملابس. وعند استنشاقها، تعمل كمسكن ألم للصداع وتقلل الكحة.
- غُبيرة الأيل كدواء مجهض لتحريض المخاض، وكعلاج للأسلحة السامة، واستخلاص الشظايا والعظام المكسورة، وتدفع رائحتها «الوحوش السامة» بعيدًا. يُعد الدريدار الأبيض أحد فصائل غُبيرة الأيل، ويُعرف حاليًا باحتوائه على أشباه القلويات وتربينات الليمونيدوالفلافونيد والسيسكويتربين والكومارين والفينيل بروبين.
- يساعد الأريغارون في علاج عضات «الوحوش السامة» ويمكن لدخانها أن يقتل البعوض والبراغيث. ويمكن أن يكون خطيرًا على النساء الحوامل.
- يسبب الخربق العطاس إذا استُنشق مطحونه، ويقتل القوارض في حال خُلط مع الطعام. يُعرف الخربق حاليًا باحتوائه على أشباه قلويات سامة وغليكوسيد قلبي في الجذور،[9] والرانونكولين والبروتوأَنيمونين خاصة في الأوراق والعصارة. تُعد سمية الخربق نادرة، لكنها تحدث بالفعل.[10][11][12]
- يحفز حبق الراعي المخاض، ويساعد في عملية الولادة وبعدها ويخفف من آلام المخاض.
- يقوي النعناع الأوروبي ظهور النساء، ويساعد في علاج الدوار وطرد الغازات. يُعرف المكون الفعال من النعناع الأوروبي حاليًا بالبوليغون.
- يساعد الندغ في طرد الغازات، ولذلك السبب يُخلط مع البازلاء والفاصولياء.
- تساعد نبتة الخشب في علاج داء الصرع والصداع وهي مضاد لفقدان الشهية، ويساعد في علاج الحموضة والمغص والتشنجات والرضوض والنقرس، ومفيد بعد الولادة وفي قتل الديدان.

## قائمة جزئية من أعماله
- الدليل المادي، أو ترجمة دليل لندن (1649) –ترجمة لكتاب دستور أدوية لندن للكلية الملكية للأطباء.
- دليل القابلات (1651)
- الحكم التنبؤي بالمرض (1651)
- سقوط النظام الملكي (1652)
- الطبيب الإنجليزي (1652)، وبعنوان الاعشاب الكاملة لاحقًا
- الحكم التنبؤي بالمرض من دراسة أصل كلمة المرض (1655)
- دراسة حول الذهب الصالح للشرب (1656): هذا العمل بالتأكيد ليس لنيكولاس كلبيبر ويفتقر لنمطه في الكتابة. وهو عمل محير ومكرر لجون هايدن.

## وصلات خارجية
- نيكولاس كلبيبر على موقع الموسوعة البريطانية (الإنجليزية)
- مؤلفات نيكولاس كلبيبر في مشروع غوتنبرغ